# Sveio kyrka
Sveio kyrka (norska: Sveio kirke) är en långhuskyrka från 1858 i tätorten Sveio i Sveio kommun i Vestland fylke i västra Norge. 
Kyrkan är byggd i trä och har 630 sittplatser. 